# メレンスキー・リーフ

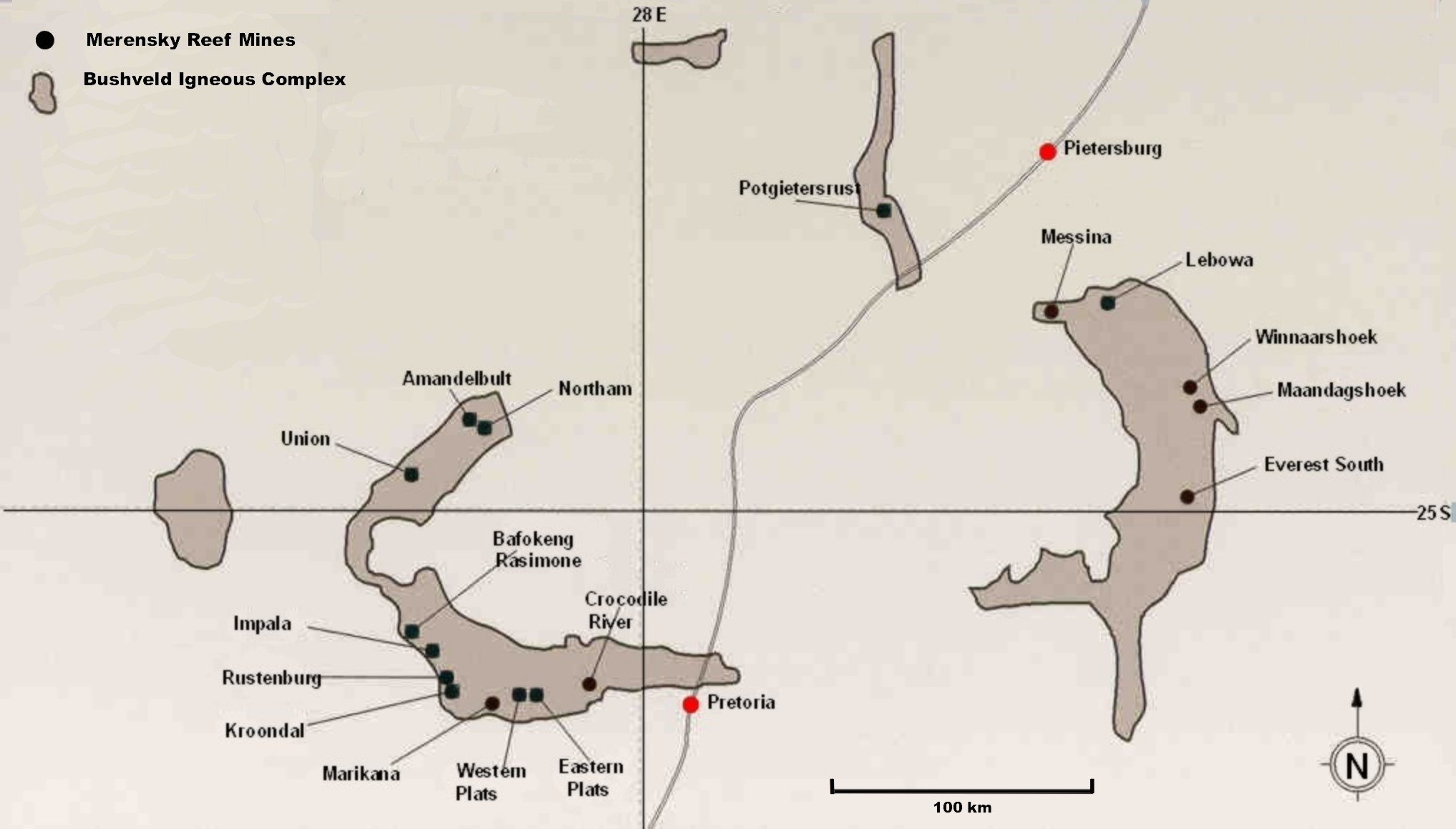
メレンスキー・リーフの鉱山

メレンスキー・リーフ（Merensky Reef）は南アフリカの北西部、リンポポ州、ハウテン州、ムプマランガ州にまたがるブッシュフェルト複合岩体（BIC）にある火成岩の層であり、その下部にある層であるアッパーグループ2リーフ（UG2）は白金族元素（PGE）または白金族金属（PGM）と呼ばれる金属類（ルテニウム、ロジウム、パラジウム、オスミウム、イリジウム、および白金）の埋蔵量世界一の鉱床である。層は厚さ46cmで薄いクロム鉄鉱の薄層または細脈で区切られており、組成は優白質ノーライト、斜長岩、クロミタイト、優黒質ノーライトなどの火成堆積層で構成されている。
存在に気付いた南アフリカの地質学者、ハンス・メレンスキーにちなみ命名された。

## 組成
UG2はBIC全体をとおして組成が比較的一貫しておりクロム鉄鉱に富む。ただし、UG2リーフには、メレンスキーの金、銅、ニッケルの副産物が無いが、その埋蔵量はメレンスキーリーフのほぼ2倍になる可能性がある。全体として、メレンスキーリーフは、斜長岩またはノーライトで構成された下層であり、その上にクロミタイトの薄層がある。さらに、全体的に長石質パイロキセナイトで構成される両方を覆う層がある。クロミタイト層は、一般的に大きな苦鉄質層状貫入岩で発生する。現在の理論は、化学的に原始的なマグマとより進化したマグマの導入と混合の結果としてクロム鉄鉱が形成され、その結果、混合物中のクロム鉄鉱が過飽和になり、マグマ溜りの床にほぼ単鉱物の層が形成されることを示唆している。メレンスキーリーフの形成に関する主な説は、マグマが上昇して結晶化するにつれて蓄積および冷却されたマグマ源に由来する結晶化である。しかし、結晶化の性質は複雑である。

## 構成相
メレンスキーリーフは5つの異なる層で構成されている。
第一層はまだらになった斜長岩あるいは輝石、ポイキリティックとダークカラーバンドで構成されている。まだらにされた斜長岩は、微量の石英、チタン石、アパタイト鉱物で構成されている。 
2番目の層は、基底クロミタイトの非常に不規則な粒子であるメレンスキークロミタイトである。 
3番目の層はメレンスキー・クロミタイトを含む2番目の層と似ているが、基本的なクロミタイトはコンパクトでサイズが小さくなっている。 
4番目の層はメレンスキー・ペグマタイトで、厚さ約2.6cmの粗粒ケイ酸塩で構成されている。第4層にはクロマイトはまばらで硫化物が存在する。 
5番目の層はメレンスキー・メラノーライトで、細粒の黄銅鉱、石英、長石が豊富なマトリックスになっている。 

## 全岩化学

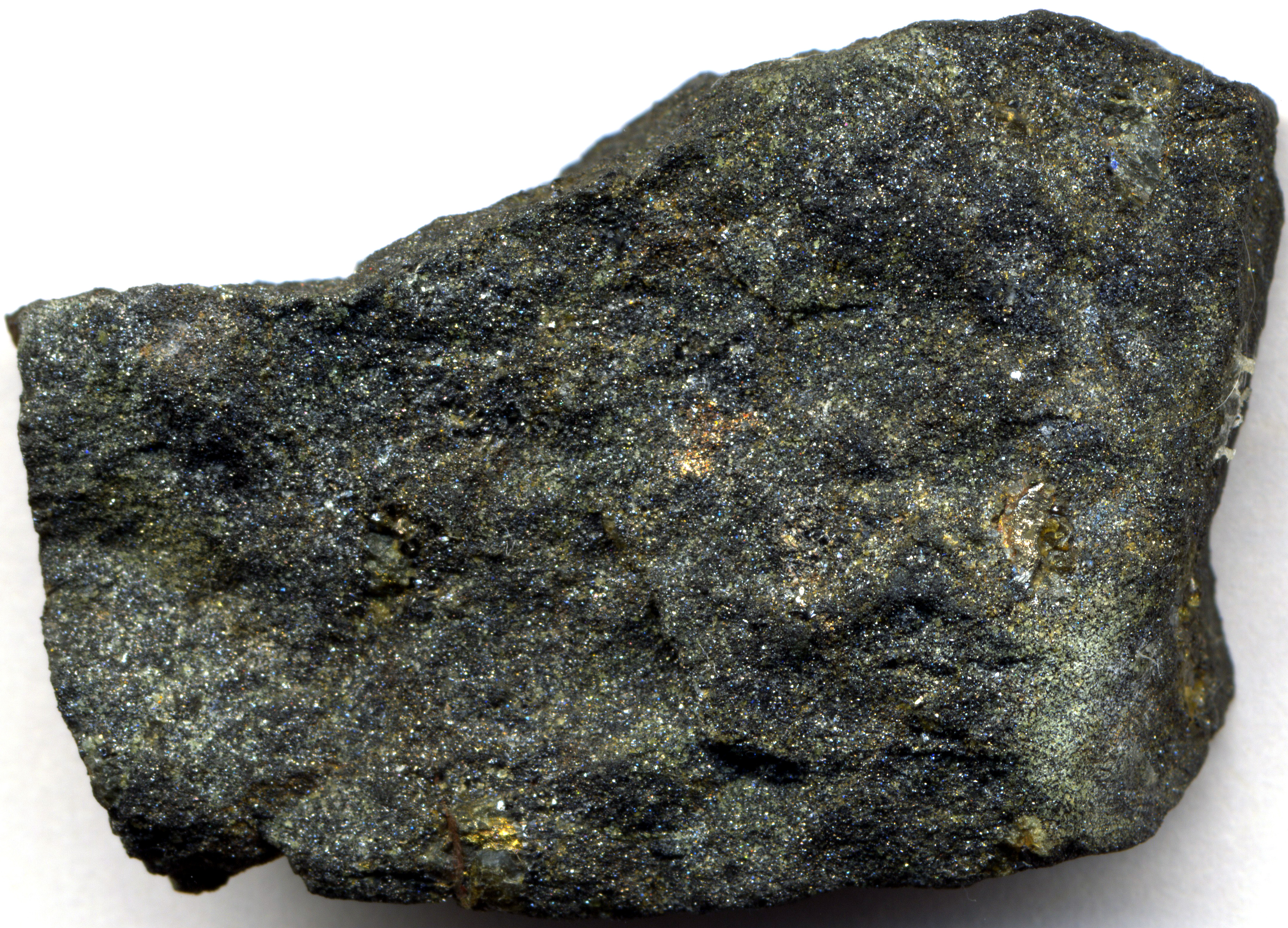
メレンスキーリーフから産出した硫化クロミタイト（サンプルサイズ：45 mm）

メレンスキーリーフには高濃度のクロミタイトが含まれている。ただし、クロミタイトの中に含まれているイリジウム、ルテニウム、ロジウム、プラチナの量が互いに異なる。ヒ素、カドミウム、スズ、テルルなどの微量元素の濃縮が報告されている。メレンスキーリーフは、原始的なマントル、層状の貫入岩、ニッケルと銅が存在するため、プラトリーフに似ている。メレンスキータイプの鉱脈はオルソマグマティックとハイドロマグマティックの2つのカテゴリーに分けられている。オルソマグマティックグループは、白金族元素の鉱化作用で構成されている。ハイドロマグマティックグループは、白金族元素の鉱化作用から、固体の堆積物の山から分離する揮発性物質に富む流体への鉱化作用で構成されている。

## 結晶
メレンスキーリーフの結晶化がどのように起こったかを推測するいくつかの説がある。メレンスキーリーフの最初に受け入れられた仮説は、クロム鉄鉱の結晶化がハイブリッドメルトと新しいマグマと常在マグマの有意な横方向の混合に起因することを示唆している。
具体的には最初の仮説は、PGE濃度の高さが硫化物とケイ酸塩の溶融に起因することを示唆している。硫化物溶融物は緻密であり、チャンバの床にマグマカラムを通して溶融物の沈殿は、混合が発生させているため溶融物はこの仮説に重要な役割を果たしている。ある理論は、ハイブリッドメルトと横方向の混合に起因するクロマイトの結晶化を示唆している。結晶化がクロマイトと硫化物の液滴に由来することを示唆する別の理論もある。しかし、結晶化は、定置されたマグマが屋根の岩石の溶融物と融合することに起因するという別の理論もある。ルーフロックメルトの理論では、新しいマグマとシリカに富む常駐メルトの間に汚染があった。クロマイト粒子がPGM結晶を引き付けたため、汚染によりクロマイトとPGMの結晶化が生じた。結晶化後、結晶は崩壊する縁に運ばれ、クロミタイトとPGEの層を形成した。

## 歴史
ブッシュフェルト複合岩体のクロミタイトは、ホールとハンフリーによって最初に発見された。 南アフリカで最初にプラチナが産出したのはイーストランドのいくつかの大規模な金鉱山で、最初の別のプラチナ鉱山は、非常に斑点のある石英礁で機能するナブームスプロイト近くの短期間のベンチャーでした。ブッシュフェルト複合岩体堆積物は、1924年にライデンバーグ地区の農民であるA.F.ロンバード（Andries Frederik Lombaard, 1877年-1954年）によって発見された。 長さは約80キロメートルと記録された。 これは沖積堆積物だったが、その重要性はロンバードから送られたサンプルを分析し、ブッシュフェルト複合岩体の主要な発生源を発見して1930年までに数百キロメートルにわたって追跡したハンス・メレンスキーによって気付かれた。しかし、1950年代に排気ガスの汚染防止に使用される白金族金属の需要が急増し、経済的に利用できるようになるまで、鉱脈の大規模な採掘は行われなかった。UG2クロミタイトからの金属の抽出は、冶金学の大きな進歩とともに1970年代になってから行うことが出来るようになった。最初の鉱山の鉱脈はクロムに富むUG2プラチナの抽出に集中してロンミン鉱山と名付けられた。
メレンスキー・リーフから発見された、パラジウムのテルル化鉱物にはハンス・メレンスキーを称えてメレンスキー鉱（Merenskyite, PdTe2）と命名されている。さらに、白金を発見してメレンスキー・リーフの発見のきっかけを作ったA・ロンバードを称えて、南アフリカ及びエチオピアで発見されたロジウム、アンチモンと硫黄からなる鉱物に"Andrieslombaardite"（RhSbS）と命名されている。